# Saint-Nauphary
Saint-Nauphary is een gemeente in het Franse departement Tarn-et-Garonne (regio Occitanie). De gemeente telde op 1 januari 2022 1.934 inwoners. De plaats maakt deel uit van het arrondissement Montauban en van het gemeentelijk samenwerkingsverband Communauté d’Agglomération de Grand Montauban.

## Geografie
De oppervlakte van Saint-Nauphary bedraagt 24,7 km², de bevolkingsdichtheid is 49,6 inwoners per km².
De onderstaande kaart toont de ligging van Saint-Nauphary met de belangrijkste infrastructuur en aangrenzende gemeenten.

## Demografie
Onderstaande figuur toont het verloop van het inwonertal (bron: INSEE-tellingen).